# 에타후나야마 고분

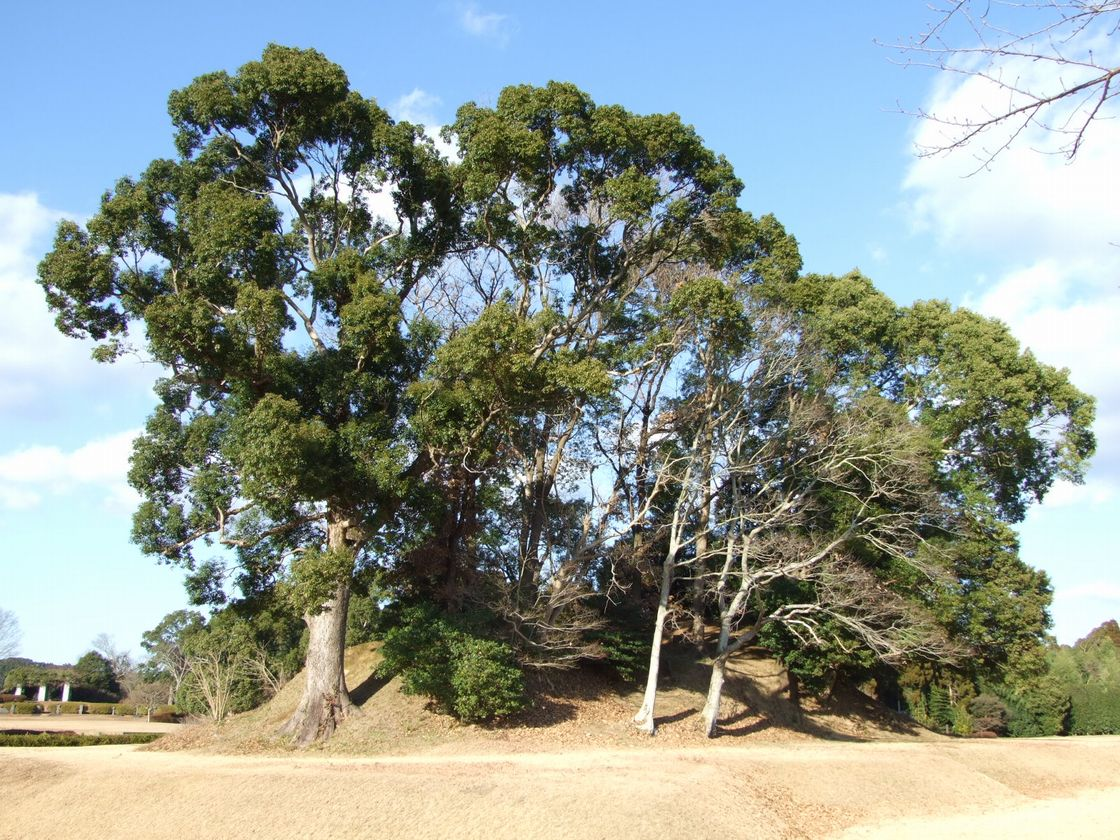
후나야마 고분

에타후나야마 고분(일본어: 江田船山古墳)은 일본 구마모토현 다마나시에 있는 고분으로 1873년 1월 4일 발굴된 전방 후원분이다.
14개의 큰 칼이 출토되었는데, 말의 모습이 은상감된 철제칼도 발견되었다. 이와 함께 금동제관모와 금동제관 그리고 청동거울이 발견되었다. 금귀고리도 출토되었는데 가야지역에서 출토된 것들과 유사하다. 금동신발도 함께 출토되었는데 무령왕릉이나 익산의 고분에서 나온 유물들과 유사하다.
대도의 명문을 '서치대왕때 아구가 8월 중순무렴 큰솥 4자 정도의 대도를 수십 번 두들겨서 좋은 칼을 만들게 했다. 이 칼을 차는 자는 자자손손 그 은혜를 입을 것이다.'라고 해석하기도 하는데 일본에서 가장 오래된 금석문이라고 교과서에 소개되었다. 칼은 5세기 전반에 제작된 것으로 추정되고 있다.

## 철검 명문
- 治天下獲□□□鹵大王世奉事典曹人名无利弖八月中用大鉄釜并四尺廷刀八十練九十振三寸上好刊刀服此刀者長寿子孫洋々得□恩也不失其所統作刀者名伊太和書者張安也
- 천하를 다스리는 획□□□로 대왕의 세대에, 봉사전조(奉事典曹)의 인물 이름 무리체(无利弖)가, 8월 중에, 큰 철솥과 함께 4척 정도(廷刀), 80련, 90진, 3촌 상호 새김도(刊刀)를 사용했다. 이 칼을 섬기는 자는 장수하고, 자손이 번창하며, □은혜를 얻어 그 다스리는 바를 잃지 않을 것이다. 칼을 만든 사람의 이름은 이태화(伊太和)이고, 글을 쓴 사람은 장안(張安)이다.

## 백제와 연관성
한국의 일부학자는 후나야마 고분의 금동 관모와 금동 신발이 익산 입점리 1호분의 금동관모와 매우 유사하며 특히 반구상금구라고 부르는 금동관모 뒷 편에 있는 움직이는 뱀모양의 침금은 두 관모가 거의 동일하다는 점에서 후나야마 고분의 주인은 백제의 봉국인 담로의 지배자였다고 추정했다. 북한의 학자 김석형은 대도의 명문에 있는 서치대왕의 '치'자를 개로왕의 '로'자라고 볼 수 있어 백제 개로대왕이 북규슈의 한 후왕에게 하사한 것이라고 해석하는 것이 가능하다고 주장하였다.
다만 이나리야마 고분 철검을 따라 獲□□□鹵大王은 獲加多支鹵大王로 보아 유랴쿠 천황을 의미한다고 보는 견해가 우세하다.

## 같이 보기
- 고분
  - 무령왕릉
  - 이나리야마 고분 (교다 시)
- 시대
  - 고훈 시대
- 유물
  - 스다하치만 신사 인물화상경
- 인물
- 왜5왕